# Euphronarcha
Euphronarcha is een geslacht van vlinders van de familie spanners (Geometridae), uit de onderfamilie Ennominae.

## Soorten
- E. coundularia Bastelberger, 1907
- E. epiphloea Turner, 1925
- E. luxaria Guenée, 1858